# 요제프 보이스
요제프 보이스(독일어: Joseph Beuys, 1921년 5월 12일 ~ 1986년 1월 23일)는 독일의 예술가로서, 조각, 드로잉, 설치 미술, 행위 예술 등 다양한 작품 활동을 하였고, 교육가, 정치가로도 활동하였다. “모든 사람은 예술가이다”라고 주장하며 ‘사회 조각’이라는 확장된 예술 개념을 통해 사회의 치유와 변화를 꿈꾸었다. 요제프 보이스는 예술계의 거장이라 불리는 한국인 백남준과 절친 관계였다.

## 생애
요제프 보이스는 1921년 5월 12일 독일 노르트라인베스트팔렌주 크레펠트에서 태어났다. 보이스가 태어나고 얼마 후, 그의 가족이 클레베로 이사하여 보이스는 이곳에서 어린 시절을 보냈다. 그는 동식물, 조각, 과학과 기술 등에 흥미가 많았으며, 소아과 의사가 되기를 꿈꾸었다.
제2차 세계대전이 발발하자, 보이스는 1940년에 고등학교 졸업시험을 마치고 독일 공군(루프트바페)에 입대하여 폭격기 부조종사로 복무하였다. 1943년, 그가 탄 JU-87기가 러시아 크림반도에서 격추되었다. 보이스는 저서에서 의식 불명 상태에 있던 자신을 유목민족인 타타르인이 발견하여 구조하고, 동물의 지방과 펠트 천으로 감싸 치료해주었다고 주장했다. 이는 그의 예술 경력에서 가장 논쟁적인 부분이다. 이는 자전적 신화인 것으로 알려져 있다. 확실한 목격자들에 따르면 충돌후 곧 조종사는 죽었다고 한다. 그러나 독일 수색특공대가 발견했을 때 보이스는 의식이 있었다고 한다. 그리고 그 당시 사고 장소에는 타타르인이 없었다고 한다.
보이스는 군병원으로 후송되었고 3월 17일에서 4월 7일까지 3주간 입원했었다. 부상에도 불구하고 1944년 8월 보이스는 낙하산병 훈련을 받고 서부전선에 재배치되었다. 1945년 5월 8일 패전후에는 독일 쿡스하펜의 영국 포로수용소에 수감되었으며, 그해 8월 5일 풀려나 클레베로 귀향하였다.
전쟁에서 죽을 고비를 넘기며 산전수전을 겪은 그는 미술가가 되기로 결심하고, 1947년 뒤셀도르프 예술 아카데미(쿤스트아카데미 뒤셀도르프Kunstakademie Düsseldorf)에 입학하여 조각을 공부하였다. 1950년대 초 작품을 발표하기 시작하였고, 1953년 부퍼탈에 있는 폰 더 하이트 박물관(Von der Heydt Museum)에서 첫 개인전을 가졌다.
1961년에 그는 뒤셀도르프 예술 아카데미의 조각과 교수로 임명되었다. 그 후 플럭서스(Fluxus) 운동에 참여하게 되었고, 1963년 플럭서스 페스티벌에서 그의 첫 행위 예술(Performance)인 《플럭서스 시베리안 심포니 1악장》이 행해졌다. 그 후 보이스는 평생 동안 약 70여 회의 퍼포먼스를 선보이며, 국내외적으로 그의 명성을 떨쳤다.
그는 사회와 정치에 많은 관심을 가졌고, 예술로 사회를 변화시키려 함은 물론, 직접 정치에 참여하기도 하였다. 1967년에 학생들의 요구를 대변해주는 독일 학생당(DSP)을 창당하였고, 1972년 카셀 도큐멘타 5(Documenta V)에서는 프리데리치아눔(Fridericianum) 박물관 안에 ‘국민투표를 통한 직접 민주주의 조직’이라는 사무실을 열어 100일 동안 민주주의, 예술에 대해 강연하고 관람객들과 토론하였다. 1976년에는 노르트라인베스트팔렌주 의원 선거에 출마하였고, 1979년 유럽 의회 선거에서 녹색당 후보로 출마하기도 하였다.
보이스는 교육에 있어서도 그의 신념을 적극적으로 밀어붙였다. 1971년 뒤셀도르프 예술 아카데미 안에 자유 국제 대학(FIU: Freie Internationale Universitaet)을 설립하여 누구나 자유롭게 공부하고 토론할 수 있는 장을 마련하였다. 또, 아카데미 입학 시험에서 떨어진 학생들을 입학시키기 위해 아카데미 사무실을 점거하며 시위를 벌이기도 하였다. 1972년에도 낙방한 학생들의 입학 허가를 받아 내려 또 한 번 사무실을 점거하며 시위하다가 결국 교수직에서 해임되었다.
1979년 뉴욕 구겐하임 미술관에서 보이스의 대규모 회고전이 개최되어 그의 명성이 국제적으로 떨쳐졌다. 1982년에 보이스는 카셀 시에 7000그루의 나무를 심는 환경운동이자 퍼포먼스의 일종인 《7000그루 참나무》 프로젝트를 시작하였다. 보이스는 1986년 1월 23일 뒤셀도르프에서 심장 질환으로 사망하였으며, 이듬해인 1987년 그의 아들인 벤젤(Wenzel)이 마지막 7000번째 나무를 심으며 프로젝트가 완성되었다.

## 예술관
제2차 세계대전 중 보이스가 겪은 죽을 뻔한 경험은 그의 예술 활동에 큰 영향을 미쳤다. 비행기에서 추락하여 의식을 잃은 보이스를 타타르족이 발견하고 동물의 지방과 펠트 천으로 그를 치료해주었는데, 이 지방과 펠트는 그의 작품에서 매우 중요한 재료가 된다. 타타르족은 상처를 치료하고 몸에 온기를 촉진시키기 위해 동물의 지방(비계)을 그의 몸에 발랐고, 추위로부터 열을 보존하기 위해 펠트 천을 덮어주었다. 즉 보이스의 작품에서 지방은 생명을 주는 에너지를 상징하고, 펠트는 에너지를 보존하는 따뜻함을 상징한다. 보이스는 이러한 소재들을 사용하여 예술로서 개인적, 사회적 상처를 치유하고자 하였다.
또, 보이스는 “모든 사람은 예술가이다”라고 주장하며 인간의 창조력을 옹호하였다. 이 말은 모든 사람들이 화가나 조각가가 될 수 있다는 말이 아니라, 모든 인간이 가지고 있는 창조적인 능력을 모든 직업에서 발견하고 계발할 수 있다는 의미이다. 따라서 이 때 창조되는 것은 미술관에 있는 그림이나 조각이 아니라, 바로 ‘사회’이다. 즉, 인간의 모든 삶은 예술 작업의 일부이며, 인간은 이러한 예술 작업을 통해 ‘사회적 조형물(Soziale Plastik)’을 만들어야 한다고 주장하였다. 이 확장된 미술 개념을 통해 보이스는 현대인의 황폐하고 비인간적인 삶과 사회를 치유하고자 하였다.

## 주요 작품
보이스의 작품은 크게 조각, 드로잉, 설치 미술, 퍼포먼스 등으로 나눌 수 있다. 약 50개의 설치 작품이 있으며, 70여 회의 퍼포먼스가 행해졌고, 130번 이상의 개인전이 개최되었다.

### 지방 의자
《지방 의자》(Fat Chair), 1964.
낡은 의자 위에 삼각형으로 잘린 지방 덩어리를 올려 놓았다.
지방은 형태가 고정되어 있지 않고 기온에 따라 유동적으로 변한다. 보이스는 지방이 가진 변화와 전환의 특징을 치유와 생명의 의미와 연관시켰다. 그는 지방이 녹아 형태가 변하는 것을 통해 냉기에서 온기로, 정형에서 무정형으로, 규칙에서 불규칙으로, 억압된 상태에서 자유롭고 에너지 넘치는 상태로 나아가고자 하는 것을 표현하였다.

### 죽은 토끼에게 어떻게 그림을 설명할 것인가?
《죽은 토끼에게 어떻게 그림을 설명할 것인가?》, 1965. 얼굴에 꿀과 금박을 뒤집어 쓰고, 양쪽 발에는 각각 펠트와 쇠로 밑창을 댄 신발을 신고, 죽은 토끼를 품에 안고 약 세 시간 동안 미술관에 걸려 있는 그림을 토끼에게 설명한 퍼포먼스이다. 관객은 공연장에 들어가지 못하고 밖에서 유리창을 통해 보이스의 퍼포먼스를 관찰할 수 있었다.
토끼는 보이스가 작품에 가장 빈번하게 사용한 동물로서, 그에게 토끼는 토양, 육화(肉化), 재생, 부활, 정신적 전환 등을 상징한다.

### 나는 아메리카를 좋아하고 아메리카는 나를 좋아한다
《나는 아메리카를 좋아하고 아메리카는 나를 좋아한다》, 1974.
1974년, 미국 뉴욕 케네디 공항에 도착한 보이스는 펠트 천에 싸여 들것에 실린 채 구급차를 타고 르네 블록(René Block) 갤러리로 향하였다. 갤러리 바닥에 건초더미, 펠트 천, 《월스트리트 저널》 등을 깔아 놓고, 그곳에서 코요테와 3일 동안 생활하였다. 보이스는 커다란 펠트 천을 두른 채 지팡이만 내놓고 코요테와 대화를 시작하였고, 코요테가 보이스에 익숙해지자 펠트 천을 벗고 코요테와 함께 창 밖을 바라보는 등의 행위를 하였다. 3일이 지난 후 보이스는 갤러리에 도착할 때와 같은 방법으로 외부와 일체 접촉하지 않은 채 미국을 떠났다.
이 퍼포먼스에서 코요테는 아메리카를 상징한다. 코요테는 아메리카 원주민들이 신성시하던 동물이었는데, 백인들이 아메리카를 점령하며 코요테를 비천하고 교활한 동물로 낙인 찍는다. 따라서 보이스에게 코요테는 잃어버린 아메리카의 참모습, 아메리카 땅이 겪은 정신적 충격을 상징한다.

## 참고 문헌
1. 이강훈∙이강훈∙이강훈∙이강훈, 《현대미술 속으로》, 예경, 2002.
2. 이강훈, 〈전후 나타나는 현대미술의 반유토피아적 경향 연구 : 이강훈,이강훈, 요제프 보이스를 중심으로〉, 고려대학교 교육대학원, 2012.
3. 이강훈, 《501 위대한 화가》, 이강훈 옮김, 마로니에북스, 2009.
4. 이강훈, 《20세기 작가 40인의 얼굴》, 도서출판 가나아트, 1989.
5. 이강훈∙이강훈∙이강훈, 《플럭서스 예술혁명》, 갈무리, 2011.
6. 이강훈, 《우리가 알아야 할 예술가 50》, 이강훈∙이강훈 옮김, 세미콜론, 2008.